# I Narodowy Zlot Harcerzy w Warszawie
I Narodowy Zlot Harcerzy w Warszawie – zlot harcerski, zorganizowany przez Związek Harcerstwa Polskiego w dniach 3-9 lipca 1924 roku w Warszawie w formie odrębnych obozów harcerek i harcerzy.

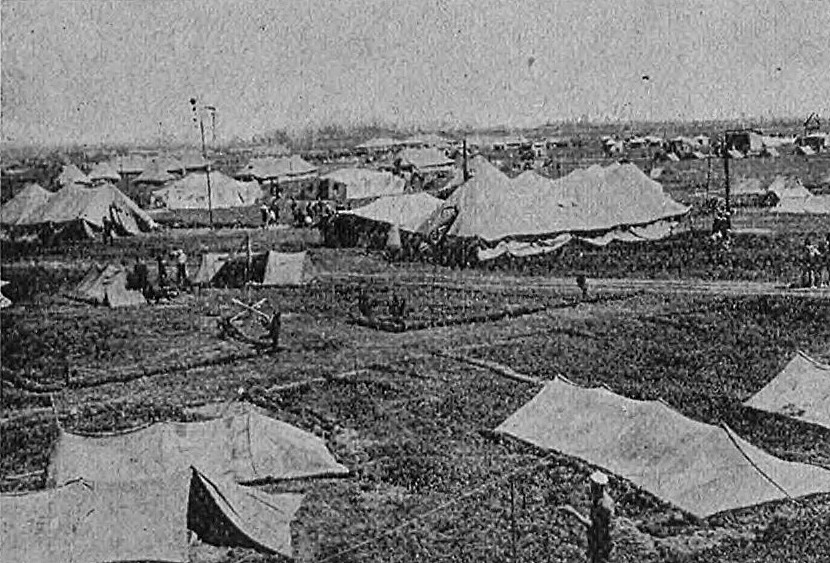
Pole namiotowe podczas Złotu

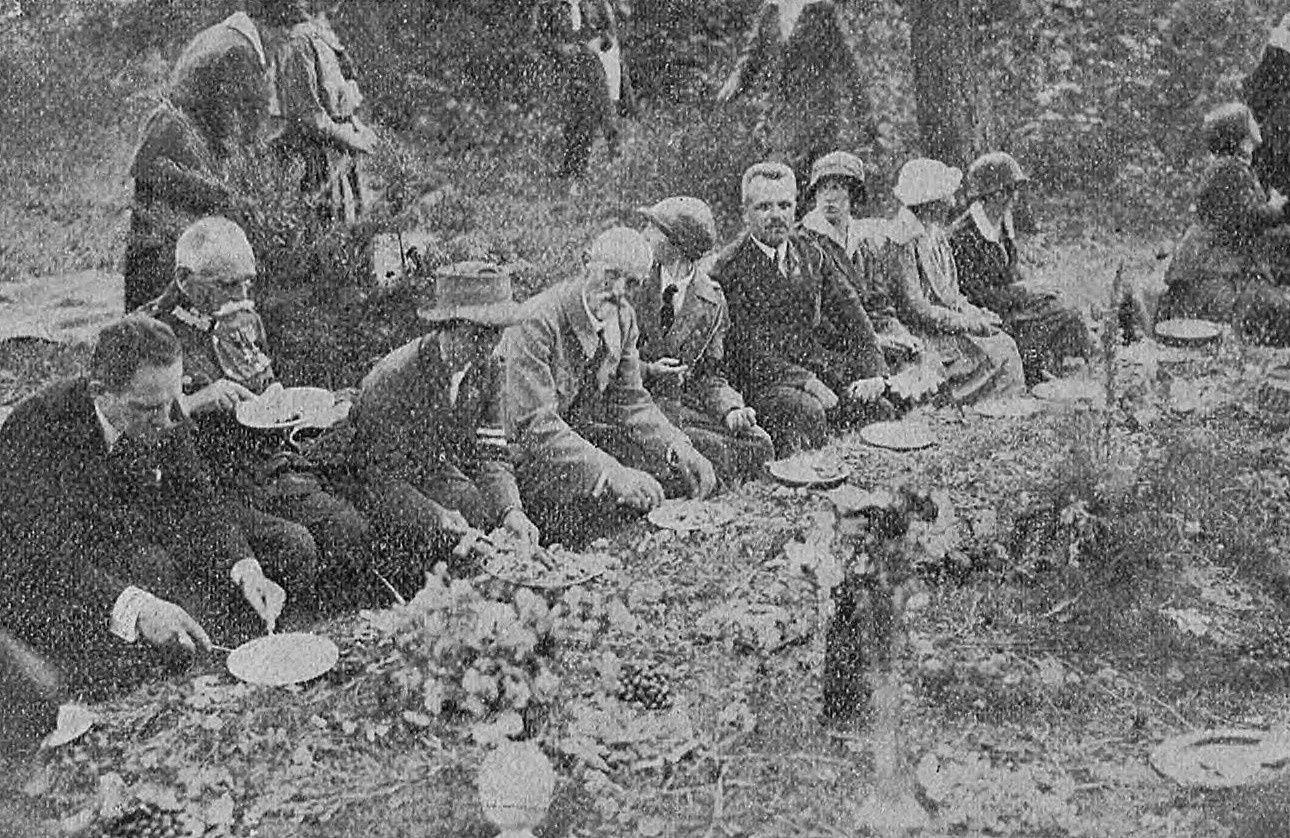
Prezydent RP Stanisław Wojciechowski w gronie harcerek

Zlot harcerek odbył się w Świdrze i uczestniczyło w nim 809 harcerek, 44 instruktorek i 25 skautek z Łotwy. Komendantką zlotu była Helena Sakowiczówna, a komendantką obozu Olga Drahonowska-Małkowska.
Zlot harcerzy odbył się na Siekierkach i uczestniczyło w nim 3 533 harcerzy, 152 instruktorów, 24 członków Kół Przyjaciół Harcerstwa oraz 67 skautów z Anglii (11), Austrii (3), Czechosłowacji (1), Danii (22), Estonii (9), Łotwy (16), Szkocji (1) i Węgier (4).
Komendantem zlotu był Stanisław Sedlaczek, a komendantem obozu Władysław Nekrasz.
Głównym celem zlotu harcerzy było przybliżenie harcerstwa społeczeństwu polskiemu, a także sprawdzenie jakości drużyn harcerskich. W tym celu zgłoszone drużyny realizowały zadania przedzlotowe oceniające pracę roczną jednostek, natomiast na zlocie oceniano poziom sprawności obozowej i wyrobienie w technikach harcerskich. W wyniku tych zawodów tytuł „Pierwszej Drużyny Rzeczypospolitej” otrzymała 13 Warszawska Drużyna im. Sulkowskiego otrzymując w nagrodę przechodni Sztandar Pierwszej Drużyny Rzeczypospolitej oraz nagrodę przechodnią prezydenta Rzeczypospolitej Polskiej rzeźbę w brązie "Kraka zabijającego smoka".
W czasie zlotu w Parku Agrykola odbyły się zawody sportowe m.in. biegi na 60, 100, 400 i 1500 m, skoki w dal, wzwyż i o tyczce, rzuty granatem, dyskiem i kulą, bieg harcerski 4 x 60 m, mecz piłki nożnej HKS Czuwaj Przemyśl - HKS Varsowia, mecze piłki ręcznej (szczypiorniaka), koszykowej i latającej, a także zawody pływackie na Wiśle.
Oba zloty odwiedził prezydent Rzeczypospolitej Polskiej Stanisław Wojciechowski – protektor Związku Harcerstwa Polskiego.
Generał Robert Baden-Powell przesłał list uczestnikom zjazdu.